# Hüsnü Doğan
Hüsnü Doğan (* 1944 in Malatya) ist ein türkischer Politiker der Mutterlandspartei ANAP (Anavatan Partisi), der unter anderem zwischen 1983 und 1989 Minister für Landwirtschaft, Forsten und dörfliche Angelegenheiten, von 1990 bis 1991 Verteidigungsminister sowie 1996 für einige Monate Minister für Energie und natürliche Ressourcen war.

## Leben
Doğan begann nach dem Besuch des Gymnasiums Malatya (Malatya Lisesi) ein Studium im Fach Bauingenieurwesen an der Technischen Universität des Nahen Ostens ODTÜ (Orta Doğu Teknik Üniversitesi) in Ankara, das er 1969 abschloss. Er wurde im Anschluss Forscher im Staatlichen Planungsamt DPT (Devlet Planlama Teşkilatı), dessen Direktor Turgut Özal er bereits während dessen Lehrtätigkeit an der ODTÜ kennengelernt hatte und der wie er aus Malatya stammte. Er war im Anschluss Leiter der Abteilung Auslandskapital des DPT sowie Sonderberater des Landwirtschaftsministeriums, in dem er später Koordinator für Forschungsplanung sowie Generaldirektor wurde. Nach einer Tätigkeit als Koordinator in der Automobilindustrie wurde er 1980 von dem nunmehr für Wirtschaft zuständigen Vize-Ministerpräsidenten Özal zum Vorsitzenden des Rates für Auslandskapital YSK (Yabancı Sermaye Kurulu) ernannt und bekleidete dieses Amt bis 1983.
1983 gehörte Doğan zu den Mitgründern der Mutterlandspartei ANAP und war einer der Verfasser des Grundsatzprogramms der Partei. Er wurde am 13. Dezember 1983 von Ministerpräsident Turgut Özal zum Minister für Landwirtschaft, Forsten und dörfliche Angelegenheiten (Tarım Orman ve Köyişleri Bakanı)	in dessen erstes Kabinett berufen. Dieses Ministeramt bekleidete er bis zu seiner Ablösung durch Lütfullah Kayalar auch im zweiten Kabinett Özal. Bei einer Nachwahl 1986 wurde er für die ANAP erstmals in die Große Nationalversammlung gewählt und vertrat dort zunächst Istanbul. 
Bei der Parlamentswahl vom 29. Oktober 1989 wurde Doğan für Izmir in die Große Nationalversammlung gewählt und fungierte zwischen dem 9. November 1989 und dem 28. Oktober 1990 zunächst als Staatsminister (Devlet Bakanı) im Kabinett von Ministerpräsident Yıldırım Akbulut. Im Zuge einer Kabinettsumbildung war er im Anschluss als Nachfolger von Safa Giray vom 28. Oktober 1990 bis zu seiner Ablösung durch Mehmet Yazar am 1. März 1991 Verteidigungsminister (Milli Savunma Bakanı) in dieser Regierung. In seine Amtszeit als Verteidigungsminister fiel der Zweite Golfkrieg. Bei der Parlamentswahl vom 20. Oktober 1991 wurde er abermals zum Mitglied der Großen Nationalversammlung gewählt, in der er nach seiner Wiederwahl am 24. Dezember 1995 nunmehr bis zum 18. April 1999 wieder die Interessen von Istanbul vertrat. 
1991 bewarb sich Doğan für die Funktion des Vorsitzenden der ANAP in Istanbul, unterlag allerdings der Ehefrau Özals, Semra Özal. Kurz darauf trat er 1991 aus Protest gegen den politischen Kurs von Ministerpräsident Mesut Yılmaz aus der ANAP aus und gründete am 7. Oktober 1993 gemeinsam mit Yusuf Bozkurt Özal, einem Bruder Özals, die Neue Partei YP (Yeni Parti) und wurde deren stellvertretender Vorsitzender. Später trat er jedoch aus dieser aus und wurde abermals Mitglied der ANAP. Im zweiten Kabinett von Ministerpräsident Mesut Yılmaz bekleidete er schließlich vom 6. März bis 28. Juni 1996 das Amt des Ministers für Energie und natürliche Ressourcen (Enerji ve Tabii Kaynaklar Bakanı).
Doğan ist verheiratet und Vater eines Kindes.